# Hôtel Dufraisse
L'hôtel Dufraisse, parfois nommé hôtel de Chabrol, nom de son dernier propriétaire privé, est un hôtel particulier du XVIIIe siècle situé à Riom, en France. Il abrite les collections de peinture et de sculpture du musée Mandet depuis 1866.

## Localisation
L'hôtel particulier est situé au 14 rue de l'Hôtel-de-Ville, dans le quartier du Poux, à Riom.

## Histoire
La famille Dufraisse est originaire du Crest. Elle s'est établie à Clermont et Riom au début du XVIIe siècle. La branche établit à Clermont ont été conseillers et avocats à la Cour des Aides pendant trois générations. Ces charges leur ont conféré la noblesse. Un de ses membres a été convoquée à l'assemblée de l'ordre de la noblesse aux États généraux de 1789. 
La branche riomoise ne semble pas avoir été membre de la noblesse bien qu'un de ses membres se soit qualifié d'écuyer. Le premier de cette branche est Martin Dufraisse, avocat, puis receveur et conseiller au Présidial de Riom. Son fils, Annet Dufraisse (1672-1709), a été avocat puis conseiller au Présidial. Il a épousé Jacqueline Soubrany en 1698. L'hôtel a été construit à partir de 1707 pour Annet Dufraisse. 
Amable-François, seigneur du Cheix (écrit aussi à l'époque Le Chey), (1709-1785) a été conseiller d'État en tous ses Conseils et procureur du roi au Présidial de Riom. Il a épousé Anne Gilberte Boutet de Chatel. Son fils, Amable Gilbert Dufraisse du Cheix, (1756-1807), seigneur du Cheix, de Sainte-Christine, seigneur engagiste de la prévôté royale de Palluet, a été procureur au même Présidial, en 1776, puis lieutenant général à la sénéchaussée de Riom, en 1783. Il a été élu député du tiers aux États-Généraux par la sénéchaussée de Riom où il se montre un ultra-royaliste intransigeant. Après l'arrestation du roi Louis XVI et la signature de la protestation de 290 députés, il est dénoncé à l'Assemblée nationale constituante par le conseil municipal de Riom le 19 juillet 1791. Il prend le parti d'émigrer à Coblentz avant la dissolution de l'Assemblée constituante. Il a fait partie du groupe de gentilshommes connus sous le nom de Coalition d'Auvergne qui a participé à la campagne de 1792 sous les ordres du marquis de Laqueuille. avec les armées étrangères combattant en France. 
Pendant l'émigration d'Amable Gilbert Dufraisse du Cheix, l'hôtel a été mis sous séquestre. La commune de Riom a obtenu du district le 18 avril 1793 de convertir l'hôtel en maison de réclusion pour les suspects. Toutes les familles nobles du pays ont eu des membres parmi les prisonniers. L'hôtel n'a pas été vendu comme bien national. Après le licenciement de l'armée des princes, il est rentré en France, en 1793, mais n'a pas séjourné à Riom. Recherché, il a réussi à éviter d'être arrêté. Il a pu récupérer l'hôtel. Il est mort à Riom le 18 février 1807 sans descendance. Constantin Tailhardat de la Maisonneuve, député en 1789, et marié le 10 août 1779 à Jacqueline Gilberte Dufraisse, sœur d'Amable Gilbert Dufraisse, a acquis l'hôtel en 1808. M. Tailhardat de la Maisonneuve a vendu l'hôtel en 1817 à Gaspard de Chabrol (1773-1843), préfet de la Seine, marié à Dorothée Lebrun (1792 † 1863), fille de Charles-François Lebrun, duc de Plaisance. Après la mort de Madame de Chabrol, l'hôtel a été adjugé à la ville de Riom, à la vente par licitation des biens de la succession, le 8 mars 1865.
L'hôtel abrite depuis 1866 les collections de peinture et de sculpture du musée Mandet.

## Architecture
L'hôtel de ville a été construit entre cour et jardin, reprenant les dispositions des hôtels particuliers parisiens qui étaient prônées par l'architecte Augustin-Charles d'Aviler avec une organisation tripartite : corps de passage, ailes et corps de logis.
L'hôtel de ville est une réalisation d'avant-garde en Auvergne. Il peut être rapproché de l'hôtel de Rohan, dans le Marais, construit à partir de 1705 par l'architecte Pierre-Alexis Delamair pour l'évêque de Strasbourg, Armand-Gaston-Maximilien de Rohan. L'hôtel parisien et l'hôtel de Riom ont été construits à la même période.
La façade de l'aile côté parc du château de Cosnac, en Corrèze, construite vers 1710, ressemble à celle côté jardin de l'hôtel Dufraisse[réf. souhaitée].
La porte cochère reprend la forme de celle de l'hôtel Amelot de Bisseuil, construite par l'architecte Pierre Cottard entre 1657 et 1660, et celle du couvent de la Merci à Paris, construite de 1727 à 1731 par l’architecte Pierre François Godot.
L'hôtel a été construit entièrement en pierre de Volvic.
Le nom de l'architecte n'est pas connu. Comme l'écrit Pascal Piéra, « si l'intervention de Delamair dans la construction de l'hôtel Dufraisse n'est pas prouvée, des similitudes de composition et de style rendent possible une attribution à cet architecte ou à l'un de ses émules ». Des traités d'architecture ont proposé des modèles d'hôtels particuliers proches de l'hôtel de Rohan et de l'hôtel Dufraisse.

## Décor
Quelques pièces du premier étage ont conservé des parties du décor d'origine, lambris, stucs et peintures. Le palier communique avec une vaste antichambre ornée de lambris. Elle communique au sud avec un salon de même dimension du salon de compagnie qui se trouve au-dessous. Ce salon doté de parquet Versailles est entièrement recouvert de lambris à moulures chantournées. En plus de la porte donnant accès à l'antichambre, il y a deux autres portes en vis-à-vis. Chacune des trois portes est surmontée d'un dessus de porte peint. Ces peintures sont allégoriques : à l'ouest est représentée la Géographie, à l'est la Muse Érato, au nord la Poésie épique. La première peinture est une copie d'une peinture en 1756-1757 faite par François Boucher pour le palais de Christian VII à Amalienborg à la différence près que la carte du Danemark a été remplacée par la carte de France. La deuxième peinture est inspirée par une gravure de Jean Daullé (1703-1763) de 1756 représentant une peinture de François Boucher. La troisième peinture représentant une femme tenant de sa main droite un poignard sur lequel est accrochée une couronne et de sa main gauche désignant un livre ouvert est aussi inspirée d'une peinture de François Boucher gravée en 1742 par Claude-Augustin Duflos (1700-1786).
Le second étage n'a rien conservé des dispositions d'origine.

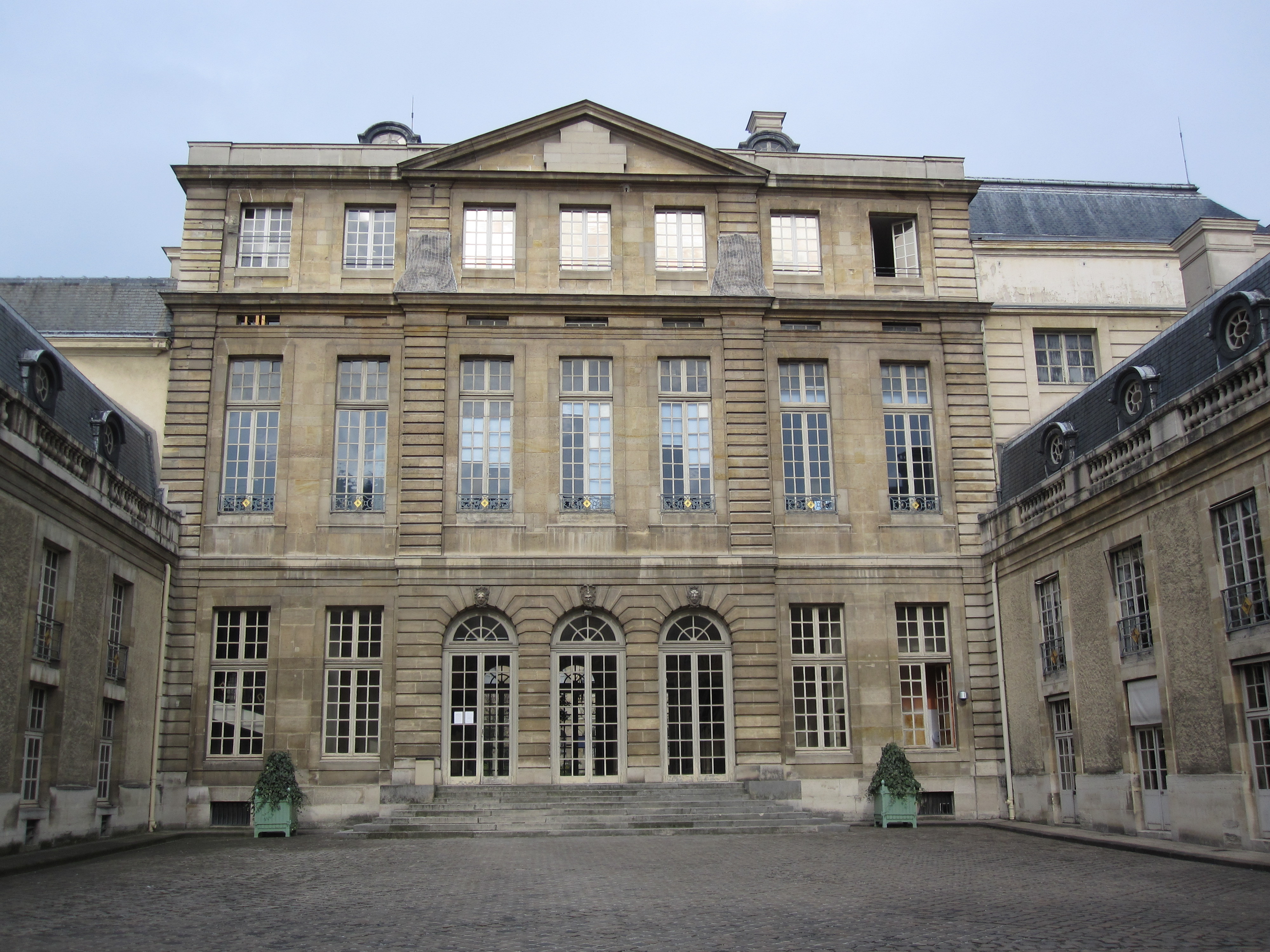
La façade sur cour de l'hôtel de Rohan, à Paris.
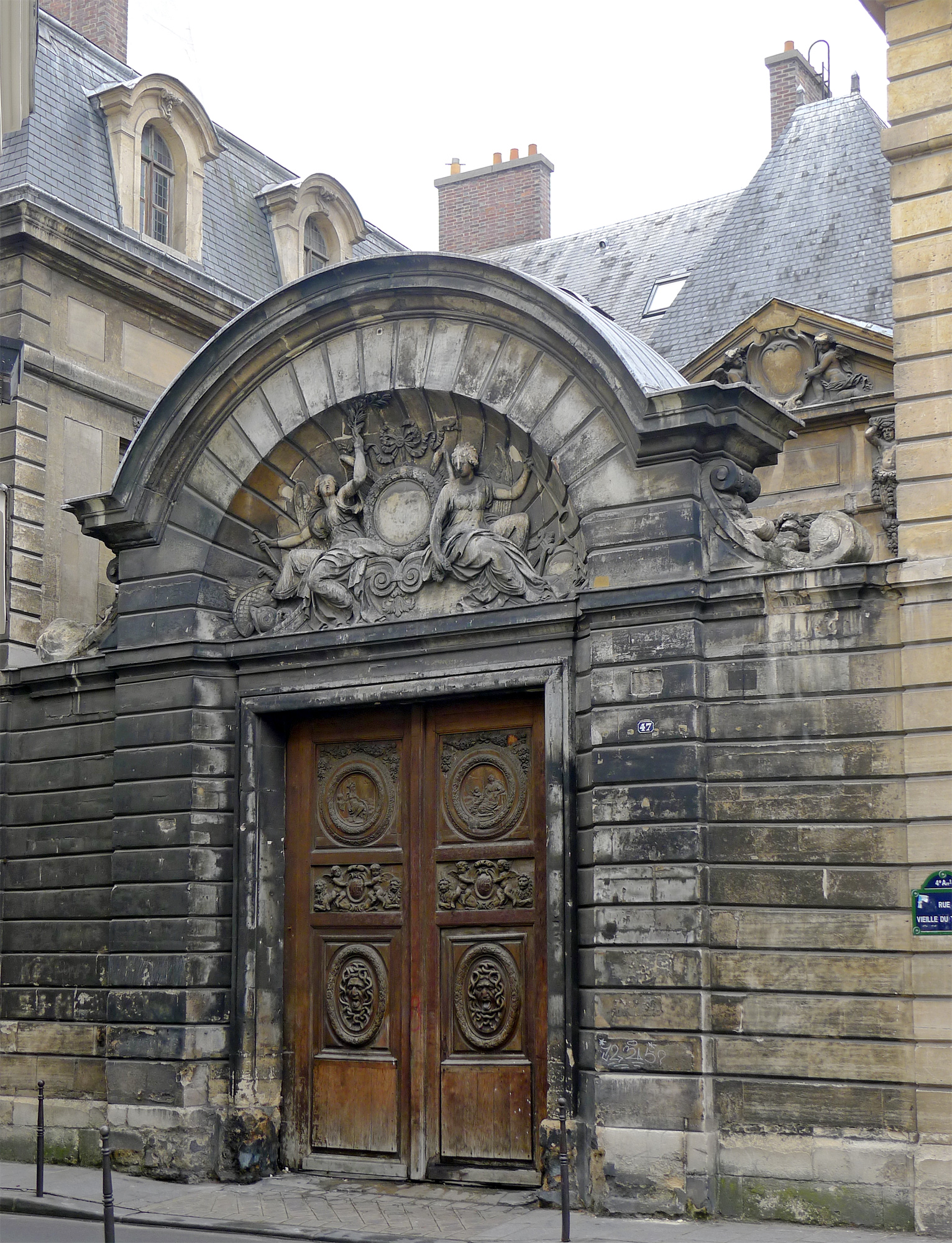
Portail d'entrée de l'hôtel Amelot de Bisseuil.
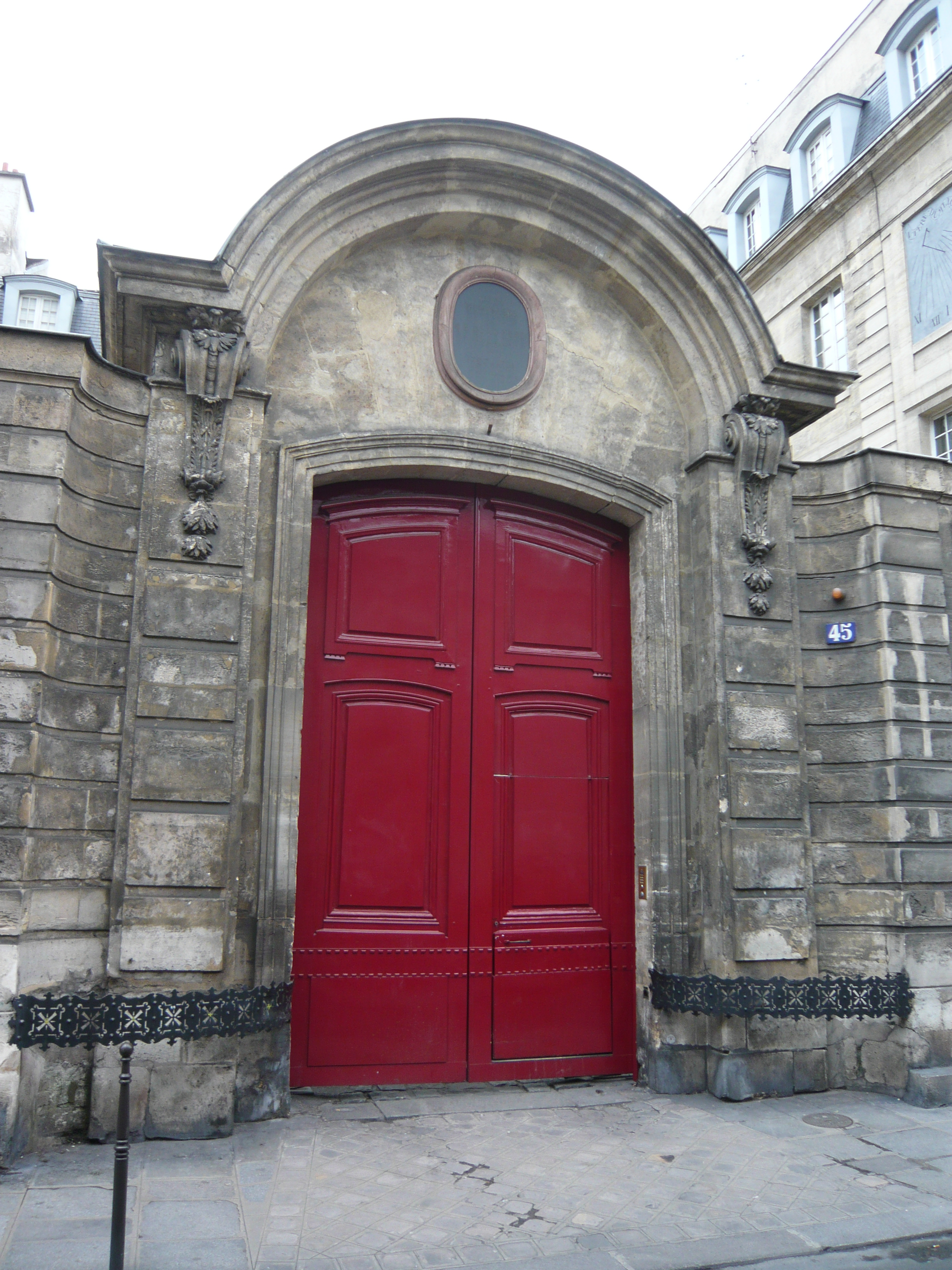
Portail du couvent de la Merci, à Paris.
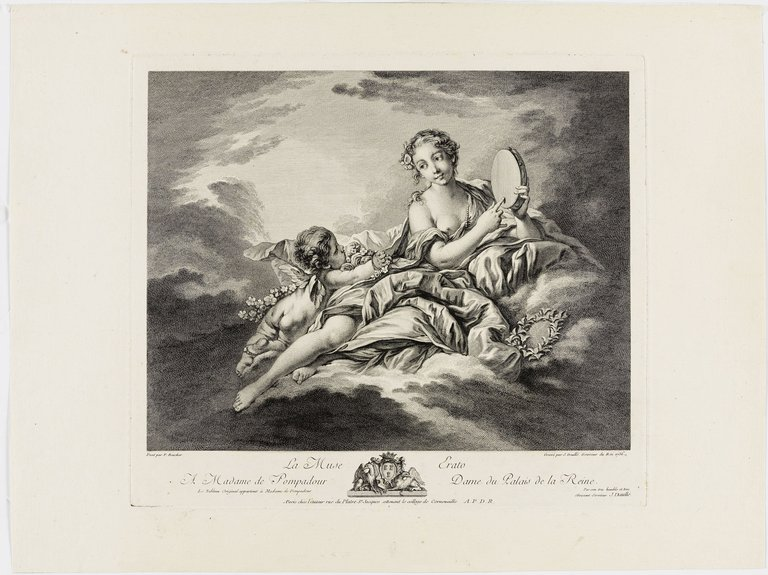
Jean Daullé : La Muse Érato.
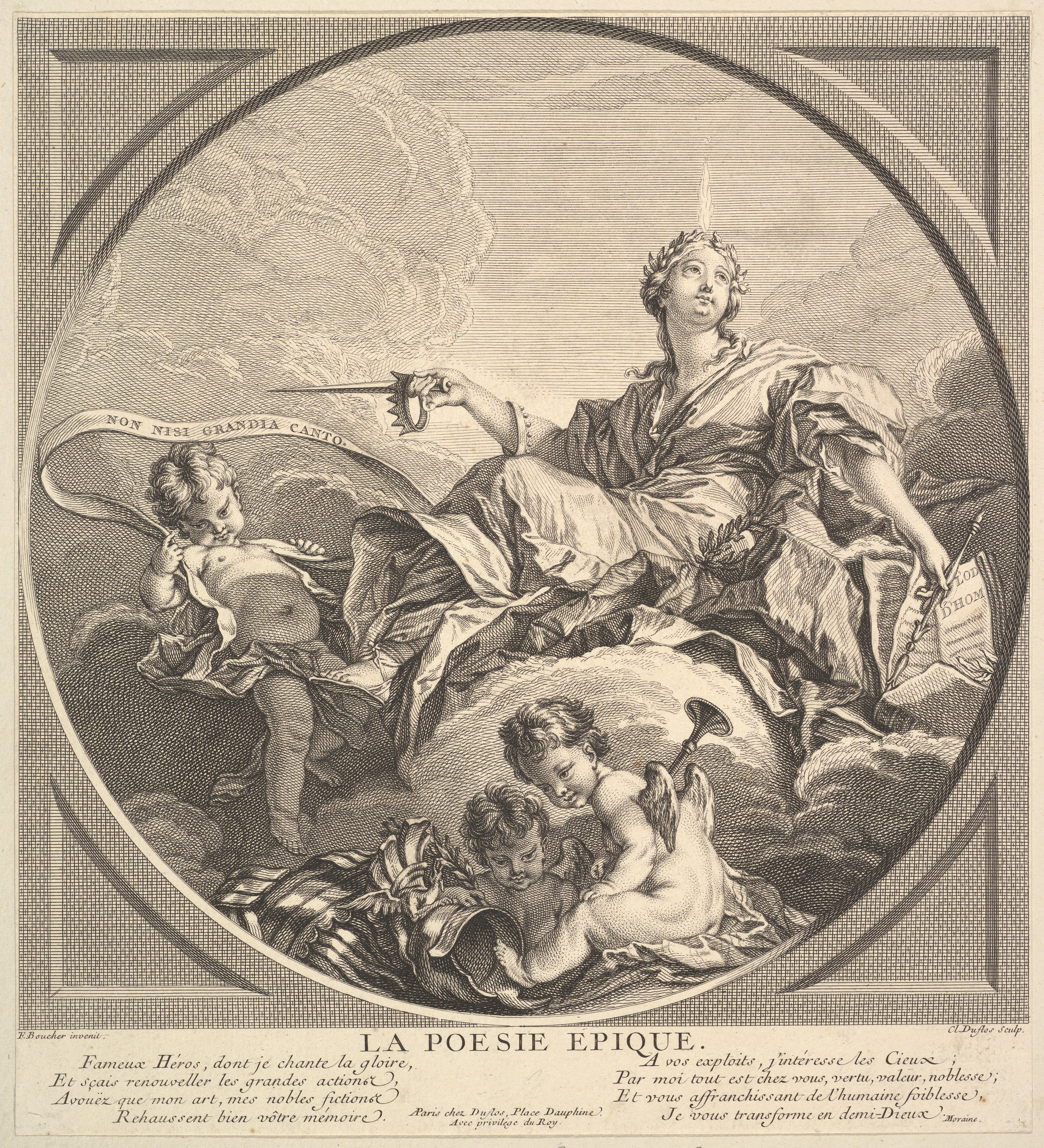
Claude-Augustin Duflos : Poésie épique.

## Protection
Les façades et les toitures de l'ensemble des bâtiments, y compris le portail d'entrée, l'escalier avec sa rampe en fer forgé, le salon central du rez-de-chaussée, le salon central du 1er étage de l'hôtel Dufraisse ont été classés au titre des monuments historiques par un arrêté du 27 mai 1963. Les autres parties non classées ont été inscrites au titre des monuments historiques le 19 novembre 2020.